# Еліна Партика
Еліна Партика (8 лютого 1983) — естонська плавчиня.
Учасниця Олімпійських Ігор 2000, 2004, 2008 років.